# 하산 야즈다니
하산 알리아잠 야즈다니 차라티(페르시아어: حسن علی اعظم یزدانی چراتی,‎ 1994년 12월 26일~)는 이란의 레슬링 선수이다. 2016년 하계 올림픽 남자 자유형 레슬링 웰터급에서 금메달을 획득했으며, 2020년 하계 올림픽 남자 자유형 미들급에서 은메달을 획득했다. 또한 세계 선수권 대회에서 금메달 3개를 포함하여 메달 6개를 획득했다.

## 기록
2016년
- 알렉산드르 메드베디 대회 2위
- 월드컵 1위
- 올림픽 1위

2017년
- 이슬람 연대 경기 대회 1위
- 세계 선수권 대회 1위

2018년
- 아시안 게임 1위

2021년
- 올림픽 2위

2022년
- 볼라트 투를리하노프 컵 1위
- 세계 선수권 대회 2위

2023년
- 자그레브 오픈 1위